# Відзев
Відзев (пол. Widzew) — до 31 грудня 1992 року район міста Лодзь. Найбільший за площею колишній район міста, що налічував 90,8 км², але водночас з найнижчою щільністю населення, приблизно 133,6 тис. жителів.

## Історія

1. Балути
2. Відзев
3. Середмістя
4. Полісся
5. Гурна

Перша історична згадка про Відзев датується 1327 роком, наступна згадка походить з документа 1387 року, виданого єпископом Куявським Яном Кропідлом, князем з опольської династії П'ястів. Цей запис свідчить про те, що священнослужитель заснував Лодзьку сільську раду, що складалася з села Лодзя та сусіднього села Відзевниця (назва поселення в тексті написана непослідовно). Однак встановити дату заснування Відзева неможливо.
Подальшу інформацію про село Відзев можна знайти в інвентаризаціях єпископських маєтків XVI століття. В одному з них, підготовленому на прохання єпископа Яна Карнковського у 1534 році, зафіксовано, що село Відзев володіло 5 ланами, новозбудованим млином, з якого сплачувало кілька грошей, а мешканці села були такими: Войцех Гралка — 1 лан, Станіслав Керщ — 1 лан, Пендзівятр — 1 лан, Саломонова — 1 лан, Петрух — 1 лан. Загалом вони сплатили 6 злотих податків.
18 століття було часом повного спустошення, і поселення практично перетворилося на рослинність. У той час тут проживало лише чотирнадцять осіб на двох фермах, що займали три лани. У 1792 році ферму займав лише один кріпак, а низькоякісна, здебільшого піщана орна земля була придатна лише для посіву жита та вирощування картоплі.